# Pierce Brown
Pierce Brown, född 28 januari 1988 i Denver, är en amerikansk författare som är känd för att ha skrivit science fiction-trilogin Rött uppror. I "Rött uppror-trilogin" får läsarna följa en man vid namn Darrow i en framtidsvärld, utspelad på planeten mars.

### Romaner
- Rött uppror (Red Rising, 2014)
- Gyllene sonen (Golden Son, 2015)
- Morgonstjärnan (Morning Star, 2016)
- Järnguld (Iron Gold, 2018)
- Mörkrets tid (Dark Age, 2019)
- Light Bringer, 2023
- Red God, inget publiceringsdatum ännu.

### Noveller
- Star Wars: From a Certain Point of View – "Desert Son" (2017)

### Serier
- Red Rising: Sons of Ares (2017)
- Red Rising: Sons of Ares – Volume 2: Wrath (2020)